# Joe (zanger)
Joseph Lewis Thomas, beter bekend onder zijn artiestennaam Joe, (Columbus, Georgia, 5 juli 1973), is een Amerikaanse R&B singer-songwriter en muziekproducent.
Joe bracht de eerste jaren van zijn leven in Cuthbert, Georgia, maar verhuisde later naar Opelika, Alabama.
Joe heeft samengewerkt met veel artiesten. Een van zijn meest opvallende bijdragen was zijn deelname aan de single Thank God I Found You van zangeres Mariah Carey.

## Discografie

### Albums
- Everything (1993)
- All That I Am (1997)
- My Name Is Joe (2000)
- Better Days (2001)
- And Then... (2003)
- Ain't Nothin' Like Me (2007)
- Joe Thomas, New Man (2008)
- Signature (2009)
- The Good, The Bad, The Sexy (2011)
- Double Back (2013)
- Bridges (2014)
- #MYNAMEISJOETHOMAS (2016)

### Singles
- I'm In Love (1993)
- All Or Nothing (1993)
- The One For Me (1993)
- All the Things (Your Man Won't Do) (1996)
- Don't Wanna Be a Player (1997)
- The Love Scene (1998)
- Good Girls (1998)
- Still Not a Player (Big Pun ft. Joe) (1998)
- Thank God I Found You (Mariah Carey ft. Joe & 98 Degrees) (1999)
- I Wanna Know	 (2000)
- Treat Her Like a Lady (2000)
- Stutter (2000)
- Let's Stay Home Tonight (2001)
- It Won't End (2001)
- What If a Woman (2002)
- More & More (2003)
- Ride Wit U (2004)
- Priceless (2004)
- I Wanna Get to Know Ya (2004)
- Curious (met Tony Yayo) (2005)
- Where You At? (2006)
- If I Was Your Man (2007)
- My Love (2007)
- Why just be friends (2008)

- Bibliothèque nationale de France: cb140122061 (data)
- Gemeinsame Normdatei: 134868013
- International Standard Name Identifier: 0000 0003 6859 0898
- Library of Congress Control Number: n2005076525
- MusicBrainz: d6864f27-532d-4912-af81-d710d58b1f01
- Nationale Bibliotheek van Tsjechië: xx0101623
- Système universitaire de documentation: 087888688
- Virtual International Authority File: 21555885
- WorldCat: E39PBJc7QRDFvRWbhKWpRCPYT3